# Cylindroniscus maya
Cylindroniscus maya är en kräftdjursart som beskrevs av Rioja 1958. Cylindroniscus maya ingår i släktet Cylindroniscus och familjen Trichoniscidae. Inga underarter finns listade i Catalogue of Life.